# Ірина Федишин
Іри́на Феди́шин , до шлюбу Петренко (нар. 1928) — українська живописиця-модерністка і мистецтвознавиця, співробітниця УВАН. Мистецьку освіту здобула в Колумбійському університеті, Гантерському коледжі в Нью-Йорку та в американських мистців-модерністів. Викладала історію мистецтва в Джан-Джайському коледжі (Нью-Йорк), Університеті Райса (Г'юстон), та в Українській православній семінарії (Баунд-Бруку). Пише картини в експресіонізмі та конструктивізмі.